# Come va?
Come va? je treći studijski album hrvatskog pjevača Alena Vitasovića koji sadrži 10 pjesama. Objavljen je 1997. godine.

## Pjesme
1. "Ribnjak"
2. "Come va?"
3. "Pjesma o gospođi"
4. "Dva kračuna"
5. "Na pola puta"
6. "Marija" (Livio Morosin – Livio Morosin – ... )
7. "Duša"
8. "Ni me briga"
9. "Cesta priko mora"
10. "Jenu noć" (uživo) (John Hiatt – Livio Morosin – ... )